# Paul Wetzler
Paul Wetzler (geboren 5. November 1905 in Winterthur, Schweiz; gestorben 26. Juni 1988 in Wien) war ein österreichischer Diplomat. 

## Leben
Paul Wetzler war ein Sohn des Brauereidirektors Hugo Wetzler und der Sylvie Morand. Er studierte Rechtswissenschaften an der Universität Wien und wurde 1929 promoviert. Wetzler arbeitete 1930/31 bei der Internationalen Handelskammer in Paris und ab 1931 bei der Pariser Filiale der Imperial Chemical Industries. Nach der deutschen Besetzung Frankreichs 1940 lebte er im Untergrund. Nach Kriegsende wurde er 1946 Sekretär der Österreichischen Handelskammer in Paris. Im November 1947 trat er in den österreichischen auswärtigen Dienst und war zunächst als Legationssekretär in Paris beschäftigt. Die nächsten Jahre gehörte er als Legationsrat zur österreichischen OEEC-Delegation in Paris. Ab 1960 war Wetzler im Außenministerium in Wien tätig und wurde 1962 als Gesandter nach Rumänien entsandt. Von 1965 bis 1967 war er Botschafter in Norwegen und 1970/71 Generalkonsul in Triest.  